# Ilex duidae
Ilex duidae är en järneksväxtart som beskrevs av Henry Allan Gleason. Ilex duidae ingår i släktet järnekar, och familjen järneksväxter. Inga underarter finns listade i Catalogue of Life.